# Мортен А. Стрьокснес
Мортен А. Стрьокснес (на норвежки: Morten A. Strøksnes) е норвежки журналист, фотограф и писател на произведения в жанра пътепис, мемоари и документалистика.

## Биография и творчество
Мортен Андреас Стрьокснес е роден на 30 ноември 1965 г. в Хиркенес, Норвегия. Следва в история на идеите в университета на Осло, който завършва през 1996 г. Получава стипендия и магистърска степен от Кеймбриджкия университет с дипломна работа на тема „ранното Просвещение и модерността в Англия“.
По време и след дипломиренето си работи като редактор и журналист във вестник „Моргенбладет“ до 2004 г. Пише репортажи, есета, портрети и критики за повечето големи норвежки вестници и списания и е бил колумнист в „Ставангер Афтенблад“, „Бергенс Тиденде“, „Нордлис“ и „Адресависен“. Пише по темите за рибовъдството, за Близкия изток, за норвежко участие във война, за ново публично управление, за продажби/приватизация на публични предприятия, за норвежката книжна индустрия, и за широк набор от други теми.
През 2011 г. получава езиковата награда за изключителен букмол в нехудожествената литература за книгите си „Какво се случва в Северна Норвегия?“ от 2006 г. и „Убийство в Конго“ от 2010 г., и за работата му като колумнист и коментатор в ежедневната преса. През 2012 г. е издадена книгата му „Дневниците на Текила“, която е описание на бойните полета на нарковойната в Сиера Мадре, Мексико.
През 2015 г. е издадена книгата му „Морска книга или Изкуството да ловиш гигантска акула с гумена лодка насред огромното море през четирите годишни сезона“. В нея се редуват репортажи и есета и съдържа обсъждане на променящото се изображение на морето в митологията и историята на културата и науката. Книгата печели наградата „Браге“ в категорията за нехудожествена литература и наградата на критиката за най-добра нехудожествена книга за възрастни. Книгата е преведена в над 20 държави по света. През 2020 г. книгата е адаптирана във филма „Морска книга“.
През 2016 г. е награден с медал „Петер Дас“ от Северната асоциация, заедно със социалния учен и автор Отар Брокс, за това, че са „обновили концепцията за Северна Норвегия“.

## Произведения
- Politisk manifest 2000. Morten A. Strøksnes, Sten Inge Jørgensen og Erling Fossen (1999)[3]
- Hellig grunn. En reiseskildring fra Midtøsten (2001) – пътепис за Близкия изток[1]
- Snøen som falt i fjor (2004)
- Automobil – Gjennom Europas Bakgård (2005)
- Hva skjer i Nord-Norge? (2006)
- Rett vest – Cape Cod til Big Sur (2009)
- Et mord i Kongo (2010)
- Tequiladagbøkene – Gjennom Sierra Madre (2012)
- Havboka – eller Kunsten å fange en kjempehai fra en gummibåt på et stort hav gjennom fire årstider (2015) – награда „Браге“[2]
Морска книга или Изкуството да ловиш гигантска акула с гумена лодка насред огромното море през четирите годишни сезона, изд.: „Жанет 45“, Пловдив (2018), прев. Мария Змийчарова
- Lumholtz gjenferd (2022)

### Екранизации
- 2020 Havboka